# Santiago de Pananza
Santiago de Pananza ist eine Ortschaft und eine Parroquia rural („ländliches Kirchspiel“) im Kanton San Juan Bosco der ecuadorianischen Provinz Morona Santiago. Die Parroquia besitzt eine Fläche von 89,2 km². Die Einwohnerzahl lag im Jahr 2010 bei 469.

## Lage
Die Parroquia Santiago de Pananza liegt im Bergland zwischen der Cordillera Real im Westen und der Cordillera del Cóndor im Osten. Das Gebiet liegt in Höhen zwischen 640 m und 1870 m. Entlang der östlichen Verwaltungsgrenze fließt der Río Zamora in Richtung Nordnordost. Im Norden wird das Areal vom Río Indanza begrenzt. Der etwa 1200 m hoch gelegene Hauptort befindet sich 6,5 km südöstlich vom Kantonshauptort San Juan Bosco.
Die Parroquia Santiago de Pananza grenzt im Nordosten an die Parroquia Pan de Azúcar, im Norden an die Parroquia San Miguel de Conchay (Kanton Limón Indanza), im Osten an die Parroquia San Carlos de Limón, im Süden an die Parroquia San Jacinto de Wakambeis sowie im Westen an die Parroquia San Juan Bosco.

## Geschichte
Die Parroquia Santiago de Pananza wurde am 24. November 1995 gegründet (Registro Oficial N° 829).